# IC 10
IC 10은 카시오페이아자리에 위치한 불규칙 은하이다. 안드로메다 은하와 상호 작용을 한다.